# 459 p.n.e.
| [ Edytuj tabelę ] | |
| Władca Chin       | - 469 p.n.e. Zhendingwang 441 p.n.e.                                                                            |
| Król Epiru        | - 480 p.n.e. Admetos 450 p.n.e.                                                                                 |
| Król Kartaginy    | - 480 p.n.e. Hannon 440 p.n.e.                                                                                  |
| Król Macedonii    | - 498 p.n.e. Aleksander I 454 p.n.e.                                                                            |
| Władca Persji     | - 465 p.n.e. Artakserkses I 424 p.n.e.                                                                          |
| Król Sparty       | - 480 p.n.e. Plejstarchos 459 p.n.e. - 459 p.n.e. Plejstoanaks 409 p.n.e. - 469 p.n.e. Archidamos II 427 p.n.e. |
| Król Syngalezów   | - 474 p.n.e. Abhaya 454 p.n.e.                                                                                  |
| Król Tracji       | - 480 p.n.e. Teres I 445 p.n.e.                                                                                 |

Rok 459 p.n.e.
stulecia: VI wiek p.n.e. ~
V wiek p.n.e. ~
IV wiek p.n.e.

lata: 469 p.n.e. «
463 p.n.e. «
462 p.n.e. «
461 p.n.e. «
460 p.n.e. «
459 p.n.e. »
458 p.n.e. »
457 p.n.e. »
456 p.n.e. »
455 p.n.e. »
449 p.n.e.

## Wydarzenia
- W Grecji wybuchła pierwsza wojna peloponeska.

## Urodzili się
- Trazymach, grecki filozof

## Zmarli
- Temistokles, grecki polityk (ur. 524 p.n.e.)